# Blues for the Red Sun
Blues for the Red Sun é o segundo álbum de estúdio da banda Kyuss e foi lançado em 1992 e foi um dos pilares da formação do movimento hoje chamado stoner rock.
Foi um sucesso de vendas, chegando ao #37 na Billboard e seu video-clipe para a música "Green Machine", ficou em primeiro lugar por algumas semanas. Em 2001, foi considerado um dos 50 Álbuns mais pesados de todos os tempos pela revista Q.
| Críticas profissionais                                                      | Críticas profissionais |
| Avaliações da crítica                                                       | Avaliações da crítica  |
| Fonte                                                                       | Avaliação              |
| --------------------------------------------------------------------------- | ---------------------- |
| allmusic                                                                    | [ 2 ]                  |
| Esta tabela precisa de ser acompanhada por texto em prosa. Consulte o guia. |                        |

## Faixas
1. "Thumb" (Bjork/Homme) – 4:41
2. "Green Machine" (Bjork) – 3:38
3. "Molten Universe" (Garcia/Homme) – 2:49
4. "50 Million Year Trip (Downside Up)" (Bjork) – 5:52
5. "Thong Song" (Homme) – 3:47
6. "Apothecaries' Weight" (Garcia/Homme) – 5:21
7. "Caterpillar March" (Bjork) – 1:56
8. "Freedom Run" (Bjork/Homme) – 7:37
9. "800" (Garcia/Homme) – 1:34
10. "Writhe" (Homme) – 3:42
11. "Capsized" (Garcia/Homme) – 0:55
12. "Allen's Wrench" (Bjork/Homme) – 2:44
13. "Mondo Generator" (Oliveri) – 6:15
14. "Yeah" – 0:04

## Créditos

### Banda
- John Garcia - vocal, letrista
- Josh Homme - guitarra, compositor, letrista
- Nick Oliveri - baixo, compositor, vocal, letrista
- Brant Bjork - bateria, compositor, letrista

### Técnicos de Produção
- Kyuss - produtor
- Chris Goss - produtor
- Mike Bosely - engenheiro de som, mixagem
- Joe Barresi - engenheiro de som, mixagem
- Brian Jenkins - engenheiro de som, mixagem de percussão
- Jeff Sheehan - engenheiro de som, assistente de engenharia
- Howie Weinberg - masterização
- Skiles - direção de arte
- Michael Anderson - fotografia